# الكنيسة البيزنطية (جبل القلعة)

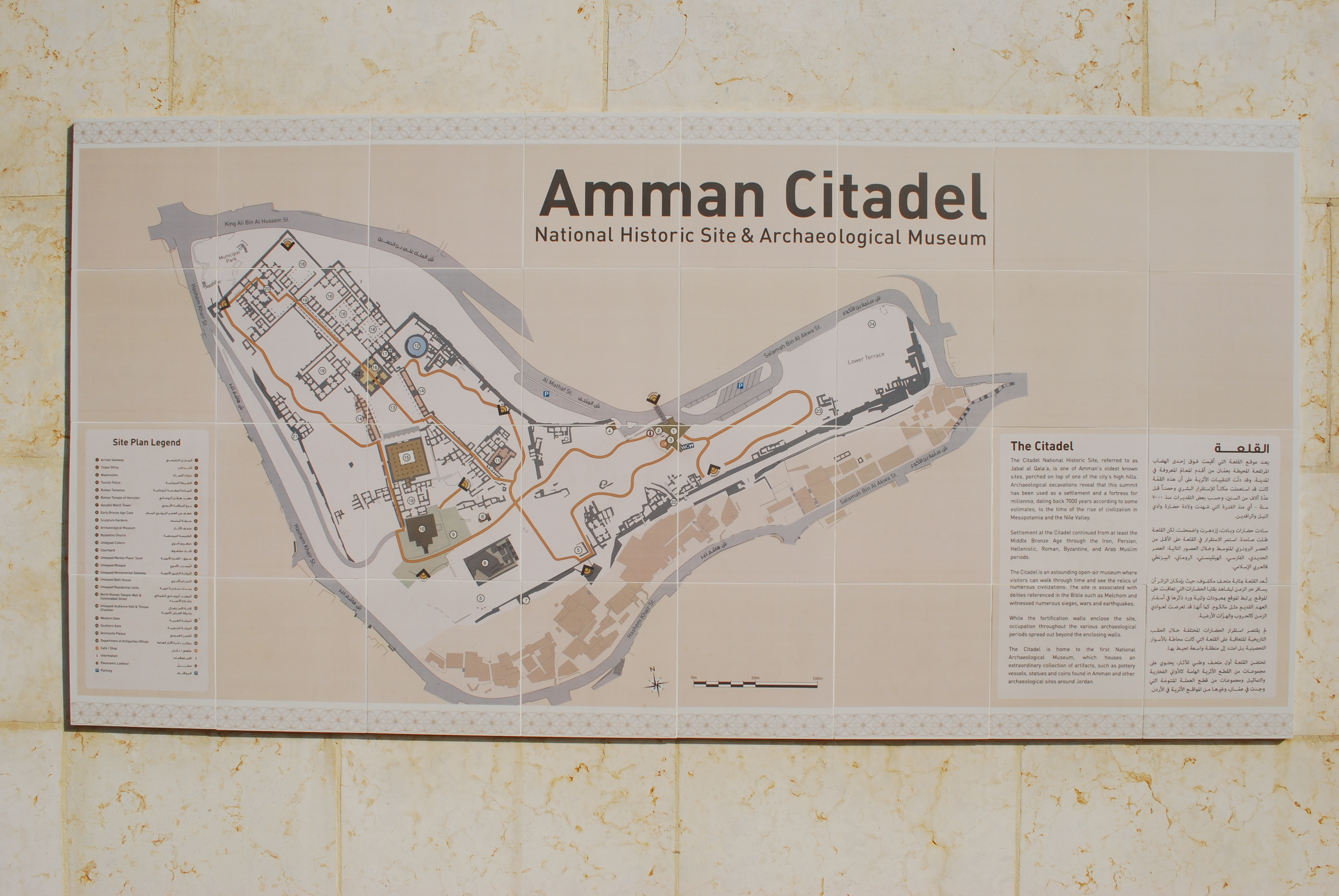
خريطة مخطط موقع قلعة عمّان، ويظهر بها الكنيسة البيزنطية (رقم 11).

الكنيسة البيزنطية في جبل القلعة إحدى الكنائس الأثرية البيزنطية في العاصمة الأردنية عمّان. تقع داخل أسوار قلعة المدينة، التي تحوي أيضّا آثارًا من حضارات أخرى تعاقبت على المدينة منذ الآف السنين. تم تشييدها في القرن السادس للميلاد، وتحديدًا في عام 550 م في منطقة مجاورة لمعبد هرقل.

## التصميم
تتبع هذه الكنيسة التي تعود في تاريخها إلى القرن السادس الميلادي مخطط البازيليكا الذي يتألف من صحن وجناحين. وفي نهاية الصحن من الناحية الشرقية توجد حُنية المذبح التي كان يتقدمها حاجز الهيكل، أما رواق الأكنثس التي تزين التيجان الكورنثية فقد تم نقلها من معبد هرقل واُعيد استعمالها في بناء الكنيسة، كما تم رصف الجناحين ببلاط حجري.
ينتهي كل جناح بغرفة مستطيلة قد اُضيفت في العصر الأموي بعد قرن من الزمن، أما الصحن فقد رُصف بمكعبات فسيفسائية ملونة، وهو ما كان شائعًا في العهد البيزنطي، وهي الآن مغطاة للحماية. يظهر قرب حًنية المذبح بقايا كتابة إغريقية أمكن قرأتها كالتالي: «... رُصفت بالفسيفساء بحماسة وعمل...». توجد داخل الكنيسة عدة صهاريج لتخزين مياه الأمطار، وقد استمر استعمالها في العصر الأموي.
يُشار بالذكر إلى أن وزارة السياحة والآثار الأردنية قد قامت بإعادة ترميم المبنى في بداية التسعينات من القرن الماضي ليكون بالشكل الحالي.

## صور

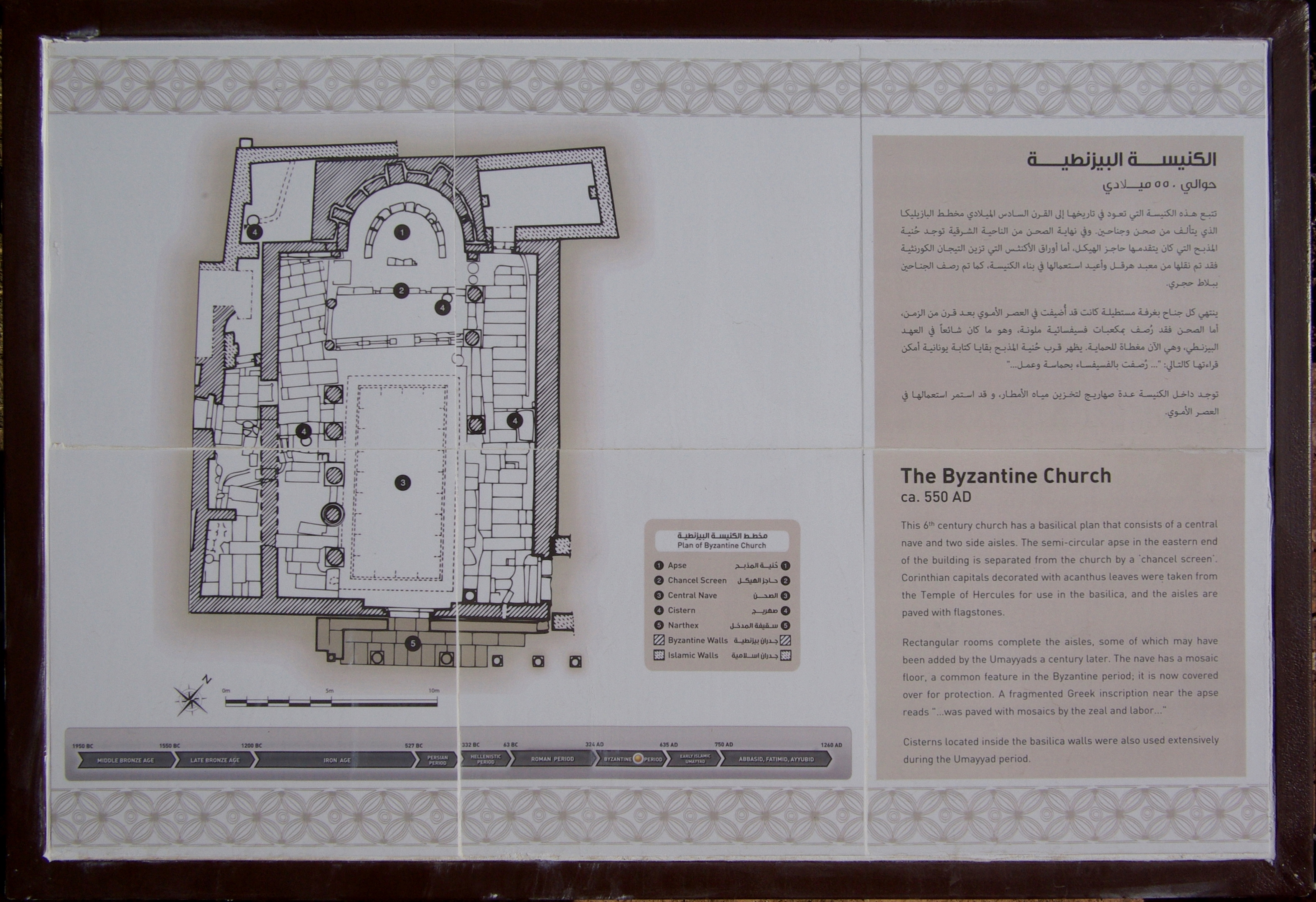
مخطط بازيليكا الكنيسة
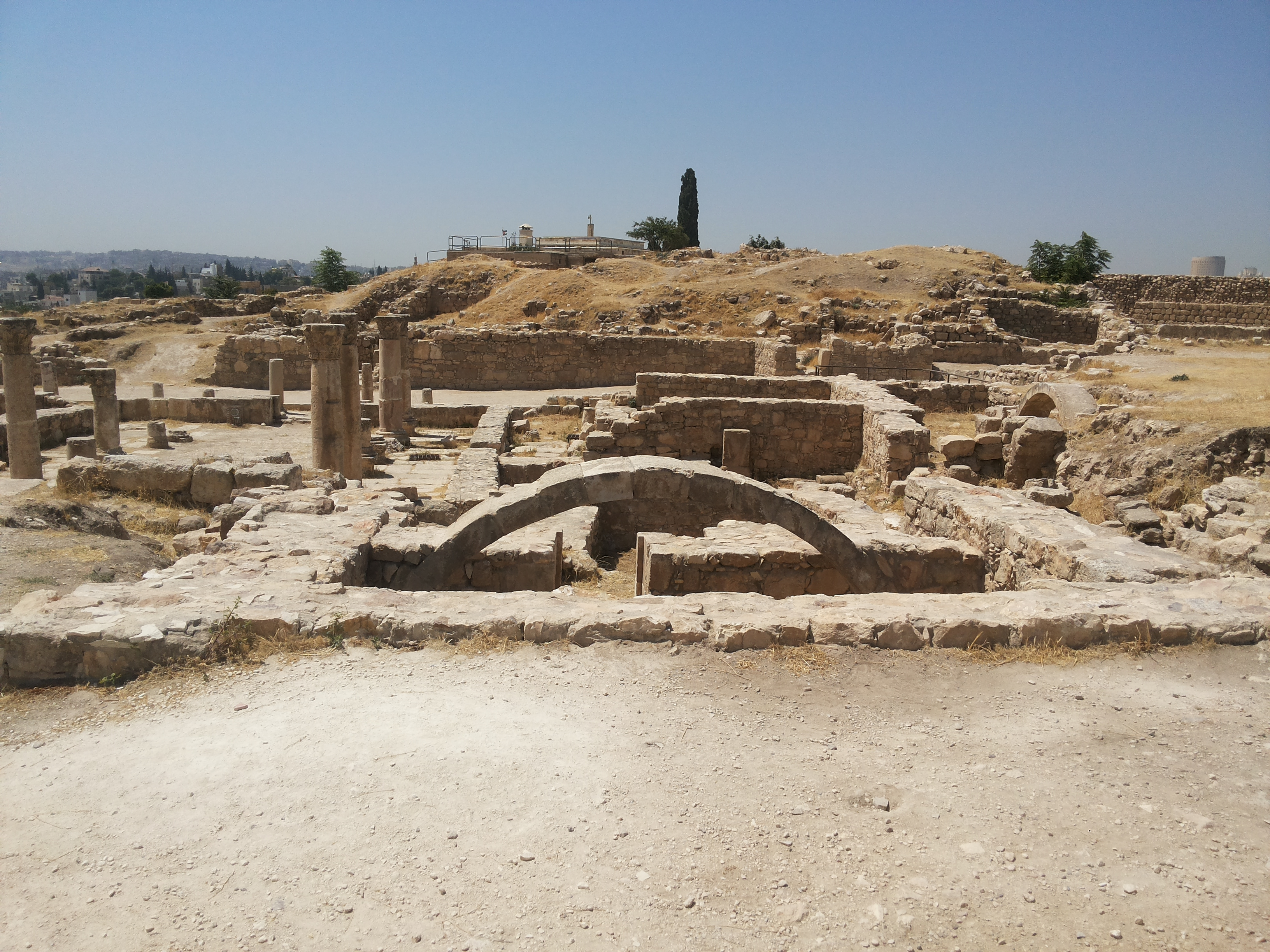
الواجهة الجانبية للكنيسة
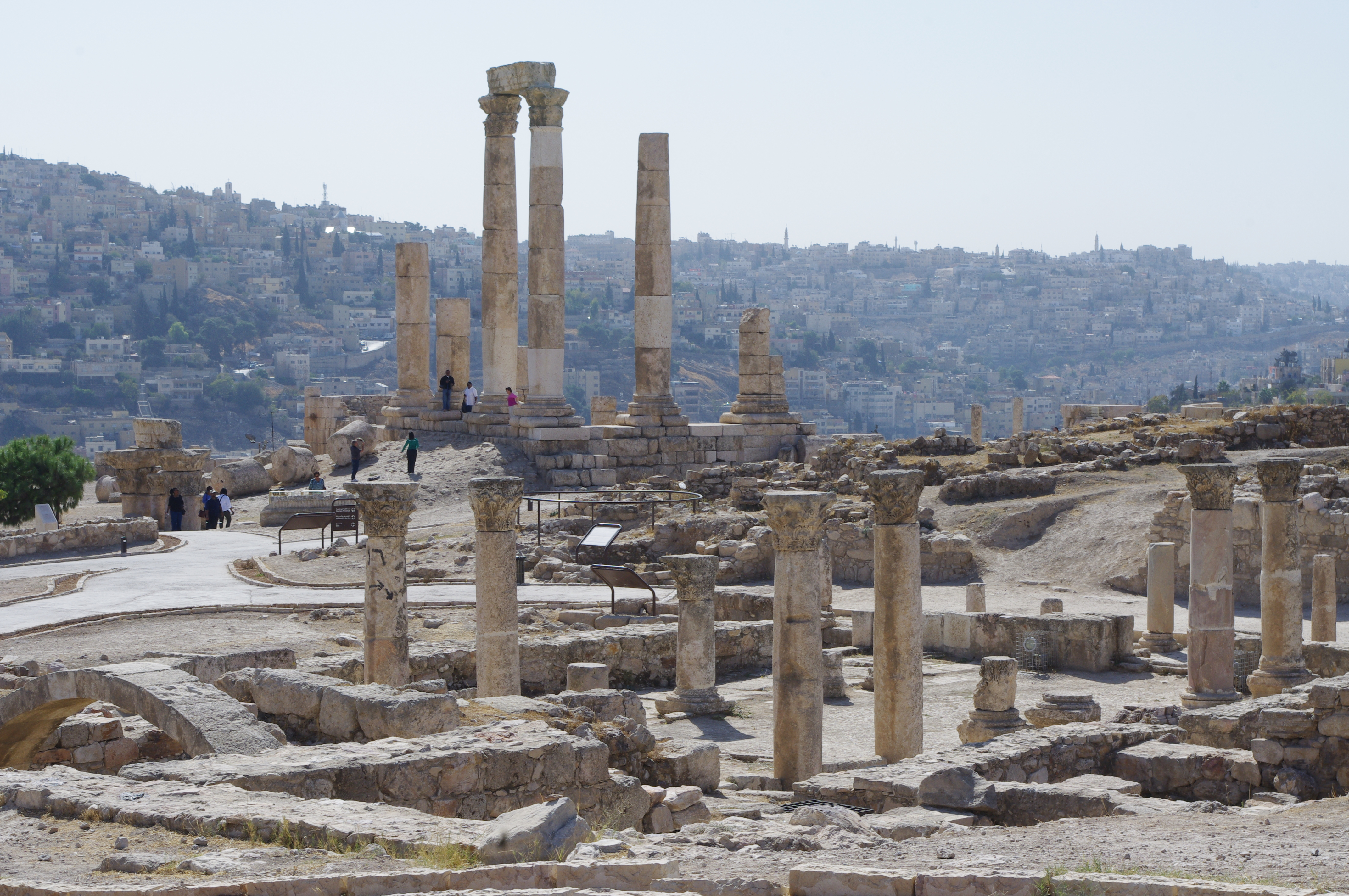
الكنيسة وخلفها معبد هرقل الروماني